# Atracción de carretera

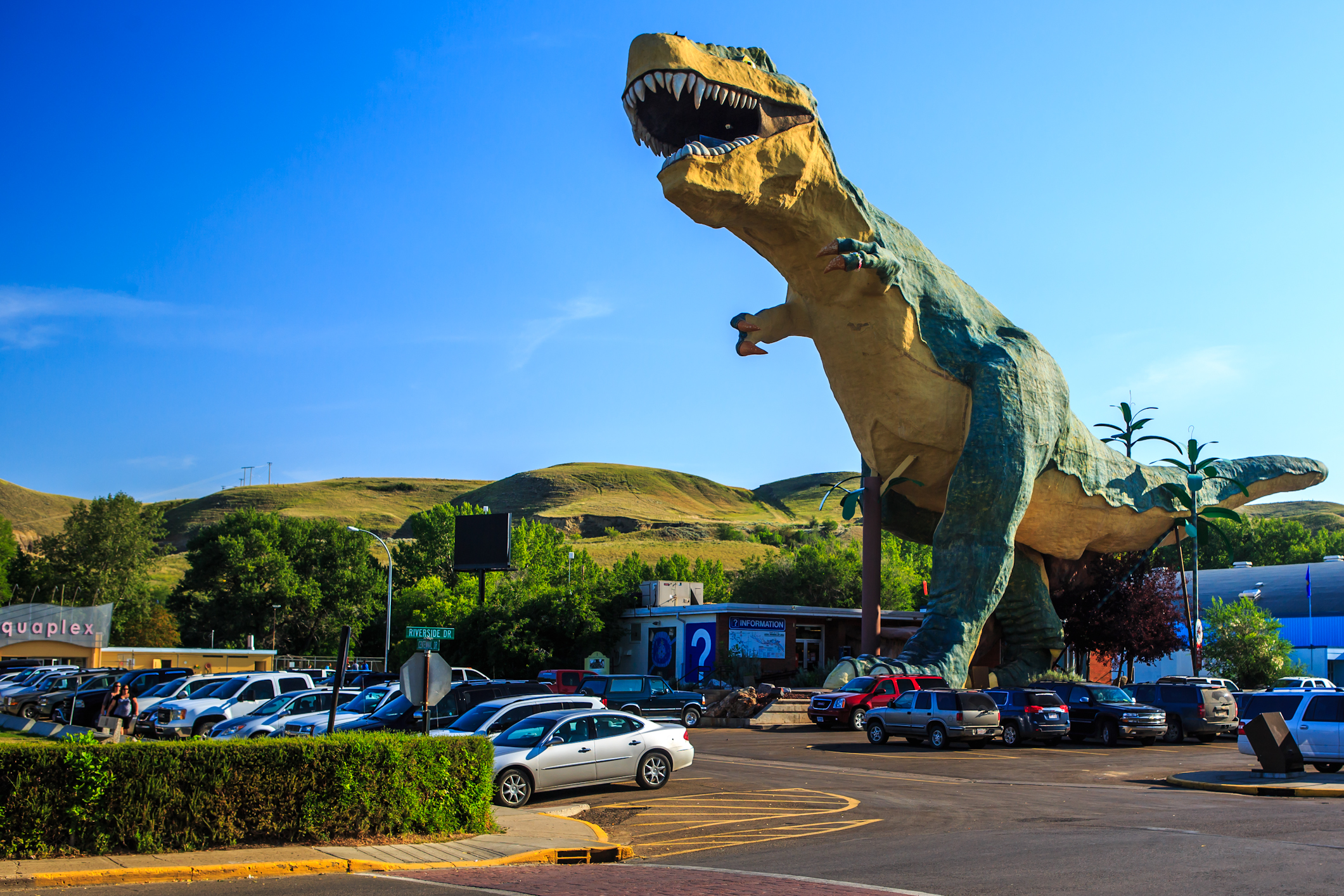
"El dinosaurio más grande del mundo", una atracción de carretera en Drumheller, Alberta, Canadá.

Una atracción de carretera es una curiosidad al lado de una carretera levantada para atraer turistas. En general, son lugares en el camino donde uno puede detenerse, más que un destino en sí. Son frecuentemente anunciados con vallas publicitarias. Esta moderna atracción turística típicamente norteamericana se originó y fue popular en EE. UU. y el oeste de Canadá entre los años 1940 y los 1960, y posteriormente se hizo popular en Australia.

## Historia
Cuando los viajes por carretera se hicieron prácticos y populares en los Estados Unidos en los años 1920, empresarios avispados empezaron a construir restaurantes, moteles, tiendas de recuerdos, cafeterías y negocios más inusuales para atraer a los viajeros. Muchos de aquellos edificios eran atracciones en sí mismos, levantados con una arquitectura curiosa, en forma de objetos comunes a enorme tamaño, típicamente relacionada con los artículos que en él se vendían. Algunos otros tipos de atracciones de carretera incluyen réplicas de monumentos famosos y diversiones de ilusionismo supuestamente paranormal como Mistery Spot cerca de Santa Cruz, California, o curiosidades como The Thing? a lo largo de la Interestatal 10 en Arizona.
Con la construcción del Sistema Interestatal de Autopistas a mediados de los años 1950, muchas atracciones de carretera quedaron fuera de las vías más transitadas y cerraron rápidamente; pero algunas eran lo bastante atractivas como para desviar viajeros de la autopista para un descanso y visita breve y así el negocio se mantuvo. El mejor ejemplo de este cambio es a lo largo de la Ruta 66, donde en el suroeste, la Interestatal 40 proporciona un trayecto directo sin paradas. En 2017, la revista Best Life listó las 33 mejores atracciones de carretera en los EE. UU. Entre ellas estaban Lucy the Elephant, en Margate, Nueva Jersey; Cabazon Dinosaurs, en Cabazon, California; Oregón Vortex, en Gold Hill, Oregón; Jolly Green Giant, en Blue Earth, Minesota; y Secret Caverns, en Howes Cave, Nueva York.